# Ketama (revista)
Ketama fue una revista literaria hispano-árabe editada entre 1953 y 1959.

## Historia
Fue fundada por el escritor Jacinto López Gorgé, que además ejercería como su director. Editada en Tetuán por la delegación de Educación y Cultura de la Alta Comisaría de España en Marruecos, constituyó un suplemento literario bilingüe de la revista Tamuda. Ketama constituyó un espacio de encuentro entre la cultura española y árabe; en la revista se publicaron traducciones al árabe de Dámaso Alonso, Antonio Machado y Luis Cernuda —traducciones realizadas en buena medida por Muhammad Sabbag y Muhammad al-Arabi al-Jatabbi—. También destacaron las traducciones del árabe realizadas por Leonor Martínez Martín. Continuó editándose hasta su desaparición en 1959.